# 小此木歌治
小此木 歌治（おこのぎ うたじ、1888年（明治21年）9月28日 ‐ 1953年（昭和28年）11月20日） は、大正末から昭和期の実業家、政治家。横浜木材社長。衆議院議員、横浜市会副議長。旧姓・栗原。

## 経歴
埼玉県幡羅郡、のちの大里郡秦村（妻沼町を経て現熊谷市）生まれ。栗原陸五郎の四男。1898年（明治31年）、横浜に移り、横浜三省小学校を卒業。小此木才三の養子となる。1903年（明治36年）、横浜補修夜学を卒業。
1923年（大正12年）、家督を相続し木材販売業を継承。関東大震災後の木材特需で財を成した。
1935年（昭和10年）、倉庫会社を設立。横浜港に大きな倉庫を構え、小此木家は港湾荷役の元締めである藤木組（現・藤木企業）との関係を深める。横浜木材商同業組合長、神奈川県木材業組合連合会初代会長、横浜商工会議所議員、神奈川県地方木材社長などを務めた。
1934年（昭和9年）、横浜市会議員に選出され3期在任し、同副議長を務めた。その他、立憲政友会神奈川県支部常任幹事、横浜市政翼賛会理事などに在任。
1946年（昭和21年）、日本自由党神奈川県支部幹事長に就任。同年4月の第22回衆議院議員総選挙に神奈川県全県区から出馬して初当選した。第1次吉田内閣・商工参与官などを務めた。衆議院解散直後の1947年4月5日に行われた神奈川県知事選挙に日本自由党公認で立候補するも落選。
1953年（昭和28年）11月20日、死去。65歳没。

## 人物
宗教は浄土宗。趣味は謡曲、将棋、浪曲。

## 親族
小此木家
- 子・彦三郎（元衆議院議員）[7]
- 孫・八郎（元衆議院議員）
- 孫・歌藏（神奈川倉庫協会長）

藤木企業の創業者の藤木幸太郎は、大番頭の伊藤清蔵の長女を小此木の息子の彦三郎に嫁がせた。